# Q̓
Q̓ (minuscule : q̓), appelé Q virgule suscrite, est une lettre latine utilisée dans l’écriture du comox, du haisla, du heiltsuk, du kutenai, du nisga'a, du shuswap, du thompson, et de l’umatilla.
Il s’agit de la lettre Q diacritée d’une virgule suscrite.

## Usage informatique
Le Q virgule suscrite peut être représenté avec les caractères Unicode suivants : 
- décomposé (latin de base, diacritiques) :
  - capitale Q̓ : U+0051 U+0313
  - minuscule q̓ : U+0071 U+0313

## Sources
- « How To Type nɬeʔkèpmxcín (Thompson River Salish) », MELTR. <http://www.meltr.org/Resources/Keyboards/ThompsonU.htm>
- L’Alphabet diidiitidq, FirstVoices.ca
- L’Alphabet haisla, FirstVoices.ca
- L’Alphabet Ktunaxa, FirstVoices.ca
- L’Alphabet Secwepemctsin (Eastern Dialect), FirstVoices.ca
- L’Alphabet Splatsin, FirstVoices.ca
- Alphabet heiltsuk, Bella Bella Community School.